# Гутер, Йоханнес
Йоханнес Гутер (нем. Johannes Guter, латыш. Jānis Gūters; 1882—1962) — латвийский и немецкий режиссёр и сценарист. Хотя большая часть его работ утрачена, он считается пионером немецкого немого кино и экспрессионизма в кинематографе.

## Биография
Янис Гутерс родился в Риге. Получил образование в Рижском политехническом институте. В 1904 году начал работать актёром во Втором городском театре. Во время русской революции 1905 года он бежал в Берлин, чтобы не быть арестованным за убийство полицейского. В 1907 году вернулся на родину, где был арестован. В 1908 году, после того, как был выпущен под залог, он бежал от суда через Гельсингфорс и Копенгаген в Вену.
В Вене поступил в Университет музыки и исполнительского искусства.
К 1910 году относится его первая режиссёрская работа в Новом венском театре (Neuen Wiener Bühne); затем он переехал во Франкфурт-на-Майне, где работал в местном театре. В 1917 году он перешёл в Гессенский государственный театр Висбадена и, наконец, в Trianon Theatre в Берлине.
В Берлине в 1917 году он снял свой первый немой фильм «Die Diamantenstiftung» («Алмазный фонд»), в котором снялась его тогдашняя подруга Мария Лейко. В следующем 1918 году снял два детектива об английском сыщике Стюарте Уэббсе: «Die Geisterjagd» и «Ein rätselhafter Blick», где главные роли исполнил Эрнст Райхер.
В 1920 году подписал контракт с Эрихом Поммером, и в 1920-е годы его фильмы приобрели фантастическое направление; кроме того, он снимал мелодрамы и комедии. Самым значительным его фильмом в этот период был «Der Turm des Schweigens» («Башня тишины»), созданный в 1925 году.
В 1920-х годах жил в Риге, где стремился создать латвийскую киноиндустрию.
В 1930-х годах он почти не снимал художественные фильмы, отдав предпочтение короткометражным и развлекательным фильмам для Universum Film AG. Затем принимал участие в создании пропагандистских фильмов «Зимняя помощь» (Winterhilfswerk des Deutschen Volkes) и «Противовоздушная оборона» (Luftschutz).

## Фильмография
- 1921 — Чёрная пантера / Die schwarze Pantherin